# Arjen Robben
Arjen Robben, född 23 januari 1984 i Bedum, är en nederländsk före detta fotbollsspelare. Robben spelade tidigare i det nederländska landslaget, som han representerade i 96 matcher över en fjortonårsperiod. Han har vunnit VM-silver med Nederländerna 2010 samt brons 2014. Han vann Champions League med Bayern München 2013.

## Klubblagskarriär
Robben blev utsedd till årets spelare i FC Groningen under Eredivisiesäsongen 2000/01 och årets holländska unga spelare vid PSV Eindhoven. Han var också månadens spelare vid FA Premier League under månaden november 2005 i laget Chelsea. Robben värvades av Real Madrid under sommaren 2007 och kostade Real cirka 37 miljoner euro. Slutet av sommaren 2009 blev de klart att Arjen Robben ska spela med Bayern München för 25 miljoner euro.
I sin första match för Bayern München gjorde han mål när de besegrade tyska mästarna Wolfsburg med 3–0.
Han förlängde i början av maj 2012 sitt kontrakt med Bayern München till 2015. I mars 2014 förlängde han återigen sitt kontrakt med klubben, denna gång till slutet av juni 2017.
Robben valde att avsluta sin fotbollskarriär efter säsongen 2020/2021.

## Landslagskarriär
Robben debuterade för Nederländernas landslag 2003, i en träningsmatch mot Portugal. Han deltog i sex större mästerskap från EM 2004 till VM 2014, där Oranje vann brons. Den främsta landslagsmeriten blev silver i VM 2010. I oktober 2017, efter att Nederländerna slutat som grupptrea bakom Frankrike och Sverige i kvalet till VM 2018, och därmed för andra gången i rad misslyckats med att nå ett större mästerskap, meddelade Robben att han slutade i landslaget.

## Meriter

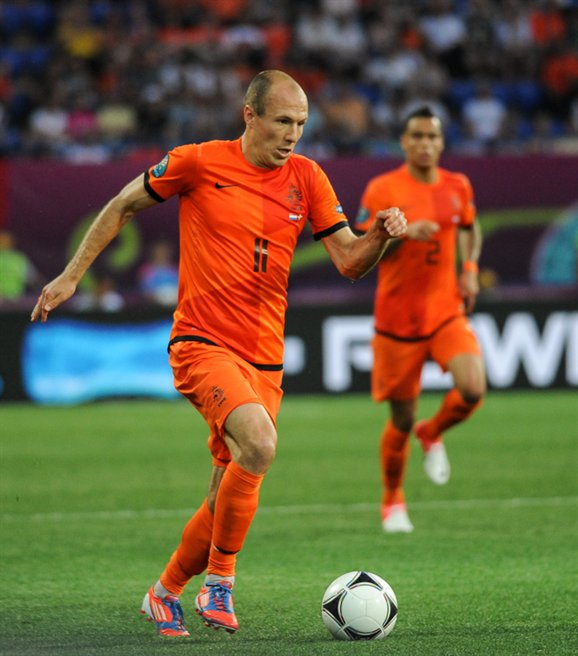
Robben i EM 2012

### PSV
- Eredivisie: 2002/2003
- Johan Cruijff Schaal: 2003

### Chelsea
- Premier League: 2004/2005, 2005/2006
- FA Cupen: 2006/2007
- Engelska ligacupen: 2005, 2007
- FA Community Shield: 2005

### Real Madrid
- La Liga: 2007/2008
- Spanska supercupen: 2008

### Bayern München
- Bundesliga: 2009/2010, 2012/2013, 2013/2014, 2014/2015, 2015/2016, 2016/2017, 2017/2018, 2018/2019
- Uefa Champions League: 2012/2013
- DFB-Pokal: 2009/2010, 2012/2013, 2013/2014, 2015/2016
- Tyska supercupen: 2010, 2012, 2016, 2017
- Uefa Super Cup: 2013
- Världsmästerskapet i fotboll för klubblag: 2013

### Individuellt
- Årets unga spelare i Nederländerna: 2003
- Bravo Award: 2005
- Fussballer des Jahres: 2010
- UEFA Team of the Year: 2011, 2014
- FIFA World XI Team: 2014 (FIFA:s Världslag)
- Ballon d'Or: 2014 (Fjärde plats)

## Spelstil
Robbens utmärkande spelstil under karriären var framförallt hans snabba löpningar i anfallsspelet.  